# Dorothy Scarborough
Dorothy Scarborough (27 januari 1878 - 7 november 1935) was een Amerikaanse schrijfster die bekend stond om haar werken over Texas, volkscultuur, katoenteelt, het leven van vrouwen in het zuidwesten en om haar spookverhalen.
Na haar studie aan de Universiteit van Chicago en de Universiteit van Oxford doceerde ze vanaf 1916 literatuur aan de Columbia-universiteit. Haar proefschrift, The Supernatural in Modern English Fiction, werd zeer geprezen. Ze raakte bevriend met bekende schrijvers als Edna Ferber en Vachel Lindsay, en ze gaf les aan schrijvers zoals Eric Walrond en Carson McCullers. Haar meest gevierde werk was The Wind uit 1925, later verfilmd met Lillian Gish. Dorothy Scarborough overleed op 57-jarige leeftijd.